# Ruta del Tren Petit
La Ruta del Tren Petit és una via verda que uneix Palamós i Palafrugell, té una longitud de 6 km. El seu traçat transcorre per una part de l'antic recorregut de l'anomenat tren petit que connectava Palamós amb Girona passant per la Bisbal d'Empordà. La via verda actual travessa els termes municipals de Palamós, Mont-ras i Palafrugell, amb ramals a Vall-llobrega i a les platges de Castell i la Fosca. La nova ruta va ser estrenada el 29 de març del 2009. El 2016 a Palamós es va enllestir un carril bici que connecta l'inici de la Ruta amb Sant Antoni de Calonge.
El tren tramvia va fer el seu primer viatge el 23 de març del 1887. El conduïa una locomotora de vapor belga que recorria uns quants quilòmetres al costat de la carretera. Avui, la carretera soterra una part del que havia estat la via fèrria; el tram condicionat com a via verda, però, permet contemplar els paisatges de l'Empordanet, que ja va descriure l'escriptor Josep Pla, i travessar la plana de l'Aubi, de gran valor agrícola i envoltada pels relleus del massís de les Gavarres i les muntanyes de Begur.